# Саут-Апопка (Флорида)
Саут-Апопка (англ. South Apopka) — статистически обособленная местность, расположенная в округе Ориндж (штат Флорида, США) с населением в 5800 человек по статистическим данным переписи 2000 года.

## География
По данным Бюро переписи населения США статистически обособленная местность Саут-Апопка имеет общую площадь в 7,25 квадратных километров, из которых 6,99 кв. километров занимает земля и 0,26 кв. километров — вода. Площадь водных ресурсов округа составляет 3,59 % от всей его площади.
Статистически обособленная местность Саут-Апопка расположена на высоте 38 м над уровнем моря.

## Демография
По данным переписи населения 2000 года в Саут-Апопка проживало 5800 человек, 1338 семей, насчитывалось 1763 домашних хозяйств и 1925 жилых домов. Средняя плотность населения составляла около 800 человек на один квадратный километр. Расовый состав населённого пункта распределился следующим образом: 26,81 % белых, 65,38 % — чёрных или афроамериканцев, 0,57 % — коренных американцев, 0,07 % — азиатов, 0,10 % — выходцев с тихоокеанских островов, 1,57 % — представителей смешанных рас, 5,50 % — других народностей. Испаноговорящие составили 12,76 % от всех жителей статистически обособленной местности.
Из 1763 домашних хозяйств в 36,1 % воспитывали детей в возрасте до 18 лет, 37,4 % представляли собой совместно проживающие супружеские пары, в 31,5 % семей женщины проживали без мужей, 24,1 % не имели семей. 18,2 % от общего числа семей на момент переписи жили самостоятельно, при этом 6,1 % составили одинокие пожилые люди в возрасте 65 лет и старше. Средний размер домашнего хозяйства составил 3,28 человек, а средний размер семьи — 3,70 человек.
Население статистически обособленной местности по возрастному диапазону по данным переписи 2000 года распределилось следующим образом: 34,9 % — жители младше 18 лет, 10,4 % — между 18 и 24 годами, 26,8 % — от 25 до 44 лет, 18,8 % — от 45 до 64 лет и 9,1 % — в возрасте 65 лет и старше. Средний возраст жителей составил 29 лет. На каждые 100 женщин в Саут-Апопка приходилось 92,6 мужчин, при этом на каждые сто женщин 18 лет и старше приходилось 84,2 мужчин также старше 18 лет.
Средний доход на одно домашнее хозяйство статистически обособленной местности составил 25 563 доллара США, а средний доход на одну семью — 29 750 долларов. При этом мужчины имели средний доход в 21 757 долларов США в год против 18 567 долларов среднегодового дохода у женщин. Доход на душу населения статистически обособленной местности составил 25 563 доллара в год. 26,8 % от всего числа семей в населённом пункте и 34,9 % от всей численности населения находилось на момент переписи населения за чертой бедности, при этом 49,3 % из них были моложе 18 лет и 38,5 % — в возрасте 65 лет и старше.